# Wolfgang Hein (Politikwissenschaftler)
Wolfgang Hein (* 9. Januar 1949 in Bremerhaven) ist ein deutscher Politikwissenschaftler.

## Leben
Hein studierte Geschichte, Politikwissenschaft und Soziologie an der Universität Konstanz. Von 1976 bis 1978 war er Visiting Fellow am Institute of Development Studies in Brighton in England. Von 1978 bis 1983 war er wissenschaftlicher Assistent am Lateinamerika-Institut der Freien Universität Berlin. Seit 1980 ist er Redaktionsmitglied der Zeitschrift Peripherie. Zeitschrift für Politik und Ökonomie in der Dritten Welt. Als Gastdozent (1983–1984/1986–1987) lehrte er an der Universidad Nacional de Costa Rica. Von 1984 bis 1986 war er Lehrbeauftragter in Berlin und Kassel, Forschungsarbeit für „Brot für die Welt“. Von 1986 bis 1988 war er Koordinator des Forschungsprojektes „Agro-industrielle Entwicklung in Costa Rica“ am Lateinamerika-Institut der Freien Universität Berlin. Ab 1988 war er wissenschaftlicher Mitarbeiter am German Institute of Global and Area Studies in Hamburg, wo er sich mit Entwicklungstheorie, Nord-Süd-Beziehungen, Umwelt und Global Governance beschäftigte. Er habilitierte an der Universität Hamburg, wo ihm 2014 die akademische Bezeichnung Professor verliehen wurde. Von 2005 bis 2008 leitete er das Forschungssonderprojekt 3 „Transformation in der Globalisierung“. Von 2006 bis 2014 war er wissenschaftlicher Mitarbeiter am GIGA-Institut für Lateinamerika-Studien. Von 2006 bis 2008 war er Redakteur der Zeitschrift Lateinamerika Analysen des GIGA Instituts für Lateinamerika-Studien. Von 2014 bis 2024 war er Associate am GIGA und Vertreter des GIGA im Leibniz-Forschungsverbund Infection 21.

## Schriften (Auswahl)
- Weltmarktabhängigkeit und Entwicklung in einem Ölland. Das Beispiel Venezuela 1958–1978 (= Schriftenreihe des Instituts für Iberoamerika-Kunde Band 31). Erdmann, Stuttgart 1983, ISBN 3-88212-043-6 (zugleich Dissertation, Konstanz 1983).